# Hyalobathra undulinea
Hyalobathra undulinea is een vlinder van de familie van de grasmotten (Crambidae). De wetenschappelijke naam van deze soort is voor het eerst voorgesteld als Isocentris undulinea door George Francis Hampson in een publicatie uit 1891.
De soort komt voor in India (Tamil Nadu).